# Ксеркс II
Ксеркс II је био персијски краљ, који је владао само 45 дана током 424. п. н. е.. Био је син Артаксеркса. Био је крунски принц и био је једини законити син Артаксеркса и краљице. Имао је двоје браће, Согдијан и Охуса (Дарије II ), којима су мајке биле конкубине, па су били незаконити синови. Али то двоје браће је захтевало да они буду краљеви.
Убија га брат Согдијан, којега онда убијају након пола године, а постављају Дарија II за краља.